# Oscar Tschirky
Oscar Tschirky (* en el año 1866 en La Chaux-de-Fonds, Suiza - † el 7 de noviembre de 1950 en New Paltz, New York) fue maître d'hôtel del Delmonico's Restaurant y posteriormente del Hotel Waldorf-Astoria en Manhattan, New York, Estados Unidos. Es conocido como "Oscar of the Waldorf" ("Oscar del Waldorf") y ha llegado a escribir una gran cantidad de libros de cocina (o al menos aparece su nombre en ellos) a pesar de no haber sido un  chef. Es conocido por haber sido uno de los descubridores del Veal Oscar, y de la ensalada Waldorf, los Huevos Benedict así como ayudó a popularizar la Thousand Island Dressing.
- Datos: Q124731
- Multimedia: Oscar Tschirky / Q124731